# Смоленский бригадный район ПВО
Смоленский бригадный район ПВО — войсковое соединение вооружённых сил СССР во время Великой Отечественной войны.

## История
Сформирован весной 1941 года, был развёрнут в районе Смоленска, обороняя от нападения с воздуха коммуникации (в том числе мосты через реку Днепр) и важные предприятия.
В составе действующей армии во время Великой Отечественной войны с 22 июня 1941 года по 24 ноября 1941 года.
С лета 1941 года принимал участие в боях на территории Смоленской и Калининской областей.
24 ноября 1941 года расформирован в связи с реформированием войск ПВО страны.

## Состав
- Управление (Смоленск)
- 741-й зенитный артиллерийский полк (Смоленск) (числится как в Витебском, так и в Смоленском бригадных районах)
- 64-й отдельный зенитный артиллерийский дивизион
- 109-й отдельный зенитный артиллерийский дивизион
- 198-й отдельный зенитный артиллерийский дивизион
- 352-й отдельный зенитный артиллерийский дивизион
- 4-й отдельный прожекторный батальон

## Подчинение
| Дата       | Фронт (округ)                      | Армия | Примечания |
| ---------- | ---------------------------------- | ----- | ---------- |
| 22.06.1941 | Западный фронт (Западная зона ПВО) | -     | -          |
| 01.07.1941 | Западный фронт (Западная зона ПВО) | -     | -          |
| 10.07.1941 | Западный фронт (Западная зона ПВО) | -     | -          |
| 01.08.1941 | Западный фронт (Западная зона ПВО) | -     | -          |
| 01.09.1941 | Западный фронт (Западная зона ПВО) | -     | -          |
| 01.10.1941 | Западный фронт (Западная зона ПВО) | -     | -          |